# Hayen (stokerij)
Hayen was een distilleerderij voor jenever in Hasselt, opgericht in 1870.

## Geschiedenis
Pierre Hayen (1820-1896) is een zoon van Tilman Hayen, die Brouwerij Sint-Rochus bezit in Ulbeek (Wellen). Pierre huwt Marie-Ide Schoofs, weduwe van Joannes Van Rey in 1856. Ida's eerste echtgenoot is een telg van een Hasseltse stokersfamilie. Het koppel Hayen-Schoofs vestigt zich aan de Sint-Truidersteenweg te Trekschuren, Hasselt. De eerste jaren staat hij geregistreerd als landbouwer, maar in 1870 richt hij een jeneverstokerij op. De stokerij, met een stoommachine van 6 pk en ossenstallingen, ligt naast het woonhuis. Tussen 1870 en 1900 produceert de stokerij jaarlijks tussen de 60.000 en 90.000 liter jenever. Daarnaast blijft hij betrokken bij de familiale brouwerij Sint-Rochus in Ulbeek, waarover zijn broer Antoon de dagelijkse leiding heeft, maar die nog onverdeeld bezit is van de familie Hayen.
In 1872 komt de oudste zoon van Pierre, Emile-Antoine (1857-1929), in het bedrijf en plant de familie de installatie in de 'Distillerie SS Pierre et Paul'. In 1882 doet Pierre een aanvraag voor het plaatsen van een nieuwe stoomketel, ter vervanging van de eerste ketel. De stokerij wordt het eerst vermeld in de Annuaire de la Distillerie, de la Féculerie et de la Vinaigrerie pour la France, la Belgique et la Hollande, in 1889.
In 1895 wordt ook naast de brouwerij in Ulbeek een jeneverstokerij bijgebouwd. Deze wordt uitgebaat door de tweede zoon van Pierre, Arthur. Tevens assisteert Arthur zijn kinderloze oom Antoon die de Sint-Rochusbrouwerij in Ulbeek uitbaat.
De Eerste Wereldoorlog en daarna de Wet Vandervelde in 1919, ter beteugeling van de dronkenschap, zijn beide catastrofaal voor de stokerij. De Duitse overheerser neemt alle koper in beslag. Alembics worden massaal ontmanteld, ook zo bij stokerij Hayen. De toelating om zelf alcohol te distilleren wordt na de oorlog niet vernieuwd en Emile beslist om vanaf dan graanalcohol aan te kopen voor de productie van zijn jenever, die echter nooit meer het niveau van voor 1914 haalt. In 1929 neemt Emile het bedrijf over van Pierre en bouwt Villa La Clarté aan de overzijde van de straat, Sint-Truidersteenweg 121. De financiële crisis betekent de genadeslag voor de alcoholindustrie en de firma Hayen stopt in 1939 definitief met de jeneverproductie.
Na de Tweede Wereldoorlog concentreren Belgische stokerijen zich meer op het produceren van likeuren. De familie Hayen doet dit in de kelder van Villa La Clarté. Paul Hayen, zoon en opvolger van Emile, diversifieert uit noodzaak en schrijft aan Accijnzen: 'Ik heb een inschrijving genomen op het handelsregister om een likeurstokerij te beginnen'. De deponering bij Gevers is in 1947 rond en luidt: 'Old Flemish, Paul Hayen, La Clarté à Hasselt / alle dranken, en namelijk wijnen, likeuren en spiritualiën'.